# Stefan Dodić
Stefan Dodić (Vranje, 13 de marzo de 2003) es un jugador de balonmano serbio que juega de central en la RK Vojvodina. Es internacional con la selección de balonmano de Serbia.
Logró la medalla de bronce con la selección junior en el Campeonato Europeo de Balonmano Masculino Sub-20 de 2022.

## Palmarés

### RK Vardar
- Liga de Macedonia del Norte de balonmano (1): 2022
- Copa de Macedonia del Norte de balonmano (1): 2022

### RK Zagreb
- Liga de Croacia de balonmano (1): 2023
- Copa de Croacia de balonmano (1): 2023

### RK Vojvodina
- Liga de Serbia de balonmano (1): 2024

### Consideraciones individuales
- MVP del Campeonato Europeo de Balonmano Masculino Sub-20 de 2022[4]

## Clubes
| Club                  | País                | Año       |
| --------------------- | ------------------- | --------- |
| RK Metalurg           | Macedonia del Norte | 2017-2021 |
| RK Aerodrom (cedido)  | Macedonia del Norte | 2019-2020 |
| GRK Ohrid             | Macedonia del Norte | 2021-2022 |
| RK Vardar             | Macedonia del Norte | 2022      |
| KS Kielce             | Polonia             | 2022-Act. |
| RK Zagreb (cedido)    | Croacia             | 2022-2023 |
| RK Celje (cedido)     | Eslovenia           | 2023      |
| RK Vojvodina (cedido) | Serbia              | 2023-Act. |